# Fehérnyakú gólyalábúvarjú
A fehérnyakú gólyalábúvarjú (Picathartes gymnocephalus) a madarak osztályának verébalakúak (Passeriformes) rendjébe és az gólyalábúvarjú-félék (Picathartidae) családjába tartozó faj.

## Előfordulása
Elefántcsontpart, Ghána, Guinea, Libéria és Sierra Leone területén honos.

## Megjelenése
Testhossza 40 centiméter, testsúlya 200 gramm. Elegáns megjelenésű madár. Feje fekete és sárga színű, nem takarják tollak. Szárnya, háta és farka fekete. Hasa fehér színű. Elegáns madár.

## Életmódja
Legtöbbször fészke közelében tartózkodik. Rovarokkal, ízeltlábúakkal, csigákkal, békákkal táplálkozik.

## Szaporodása
Általában telepekben fészkel.  Fészekalja 1-2 tojásból áll, a költési ideje 23-28 nap. Általában sziklák alsó oldalán található fészke, melynek megépítésében inkább a nősténynek van szerepe. Noha párja is besegít, de ő nem olyan ügyes, mint a tojó. Mindketten költik a tojást, 20 óránként váltják egymást folyamatosan 3 héten át.
Egy életre választanak párt. A hím minden évben újra meghódítja szíve hölgyét, hogy kapcsolatuk erős maradjon.

## Védettsége
Afrika egyik legismertebb veszélyeztetett madara.  1973-ban állatkereskedők egész kolóniákat tüntettek el.